# Лега (річка)
Лега (пол. Lega) — річка в північно-східній частині Польщі, права притока Бєбжи. Велика частина річки знаходиться на території Вармінсько-Мазурського воєводства.

## Опис
Річка протікає через декілька озер, серед яких Чорне (в Ольштині), Велике Олецьке (Oleckie Wielkie), Мале Олецьке (Olecko Małe), Селмент-Вєлькі (Selmęt Wielki), Стацке (Stackie).
Довжина річки становить 157 км (станом на 2007 рік), у тому числі близько 70 км вона тече територією Вармінсько-Мазурського воєводства. Площа водозбору становить 1016 км². Основними притоками є Можанка, Чарна, Голубіца, Петрашка, Пшепьйорка.

## Бентос
Дослідження, проведені в травні 2008 року, виявили знаходження в озері наступних організмів:[уточнити]
- Черевоногі — Theodoxus fluviatilis
- Двостулкові — тригранка річкова
- Личинкові — бабки, комарі
- П'явки
- Водяний ослик зрячий
- Циклоп
- Одноденки

## Рослинність
- Рдесник пронизанолистий
- Роголисник занурений